# 物玛乡
物玛乡，是中华人民共和国西藏自治区阿里地区改则县下辖的一个乡镇级行政单位。

## 行政区划
物玛乡下辖以下地区：
抢古村、达热村、本松村、根琼村、布孜村、萨玛隆村和扎多那日村。